# Heinkel He 70
Хейнкель He 70 Blitz (нем. Blitz — молния) —  немецкий разведчик-бомбардировщик межвоенных времён.

## Создание
He 70 — одномоторный моноплан с низкорасположенным крылом, разрабатывался по требованиям авиакомпании Lufthansa с января 1932 года. как скоростной пассажирский самолёт. Самолёт имел цельнометаллический фюзеляж, деревянное низкорасположенное крыло.
He 70а имел двигатель BMW VI. В феврале 1933 года начались испытания He 70b, на котором опробовали различные модификации того же мотора и установили ряд мировых рекордов.
В 1933 году было получено указание о разработке разведывательного варианта самолёта.
Модификация He 70с была приспособлена для установки аэрофотоаппарата и пулемета на верхней оборонительной установке.
Модификация He 70d была приспособлена для гражданской авиации. 

Модификация He 70е была похожа на He 70d с установленным бомбоотсеком. Серийное производство осуществлялось в 1934—1937 гг., было изготовлено 324 экземпляра самолёта.
Отдельные конструктивные решения He-70 были использованы при создании прототипа японского бомбардировщика Aichi D3A.

## Варианты и модификации

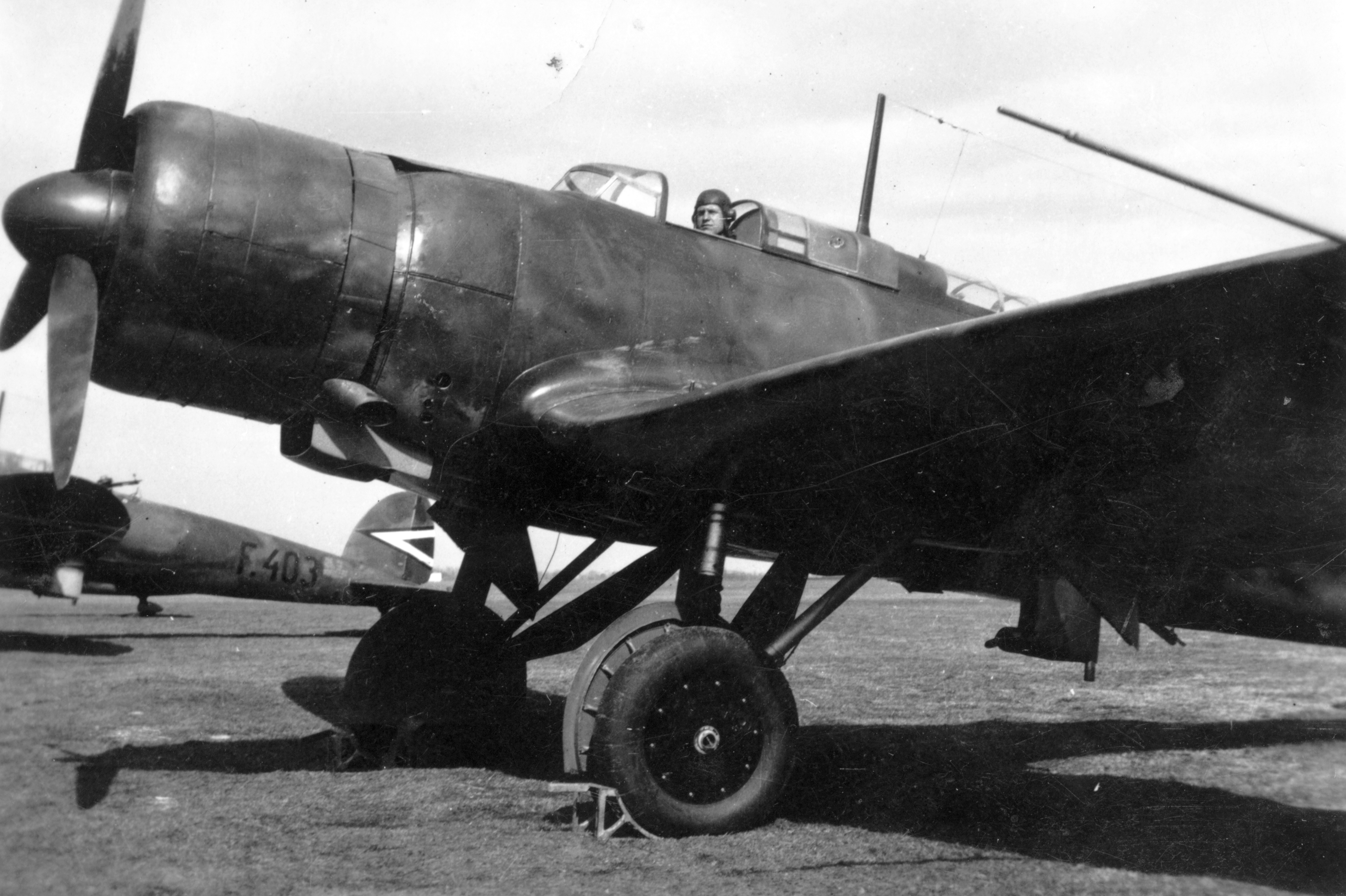
He 70K из состава Королевских ВВС Венгрии

He 70a
Первый прототип.
He 70b
Второй прототип, экипаж 2 человека + 4 места для пассажиров.
He 70c
Третий прототип, вооружён пулемётами, испытывался в вариантах лёгкого бомбардировщика, разведчика и связного.
He 70d
Четвёртый прототип, построен в 1934 году для компании Luft Hansa, двигатель BMW VI 7,3.
He 70e
Пятый прототип, построен в 1934 году для ВВС как лёгкий бомбардировщик, двигатель также BMW VI 7,3.
He 70A
Пассажирская модификация для компании Luft Hansa.
He 70D
Пассажирская модификация для компании Luft Hansa., построено 12.
He 70E
Лёгкий бомбардировщик, позже дорабатывался до модификации F.
He 70F
Разведчик / связной (у всех самолётов модификации F (F, F-1, F-2, F-3) имелся дополнительный топливный бак на фюзеляже на 280 л.
He 70F-1
Дальний разведчик.
He 70F-2
Схож с He 70F-1
He 70F-3
He 70G
Пассажирская модификация для компании Luft Hansa, после 1937 года дорабатывался до модификации F.
He 70G-1
1 самолёт с 810-сильным двигателем Rolls-Royce Kestrel.
He 70K (He 170A)
Военный экспортный вариант для Венгрии с лицензионным 1000-сильным (746 кВт) звездообразным двигателем WM-K-14, в 1937 году построено 20 самолётов.
He 270 V1 (W.Nr. 1973, D-OEHF)
Прототип с рядным двигателем DB-601Aa.

## Лётно-технические характеристики (He 70f-2)

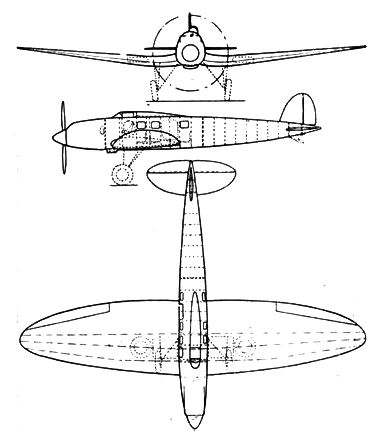
Схема Heinkel He 70 из журнала L'Aerophile за апрель 1933 года

Источник данных: The Beautiful Blitz

Технические характеристики
- Экипаж: 3 (пилот, радист, стрелок)
- Длина: 14,80 м
- Размах крыла: 12,00 м
- Высота: 3,10 м
- Площадь крыла: 26,50 м²
- Масса пустого: 2360 кг
- Нормальная взлётная масса: 3465 кг
- Максимальная взлётная масса: 3500 кг
- Силовая установка: 1 × BMW VI 7,3z 12-цилиндровый V-образный жидкостного охлаждения
- Мощность двигателей: 1 × 750 л. с. (1 × 550 кВт)
- Воздушный винт: двухлопастный, изменяемого шага

Лётные характеристики
- Максимальная скорость: у земли 325 км/ч, на высоте 360 км/ч
- Крейсерская скорость: 295 км/ч
- Практическая дальность: 1400 км
- Практический потолок: 5 450 м
- Скороподъёмность: 450 м/мин

Вооружение
- Стрелково-пушечное: 1 7,92-мм. пулемет МG-15 на подвижной установке с 450 патронами
- Бомбы: 6 х 50-кг бомб или 24 х 10-кг бомб

## Страны-эксплуатанты
нацистская Германия

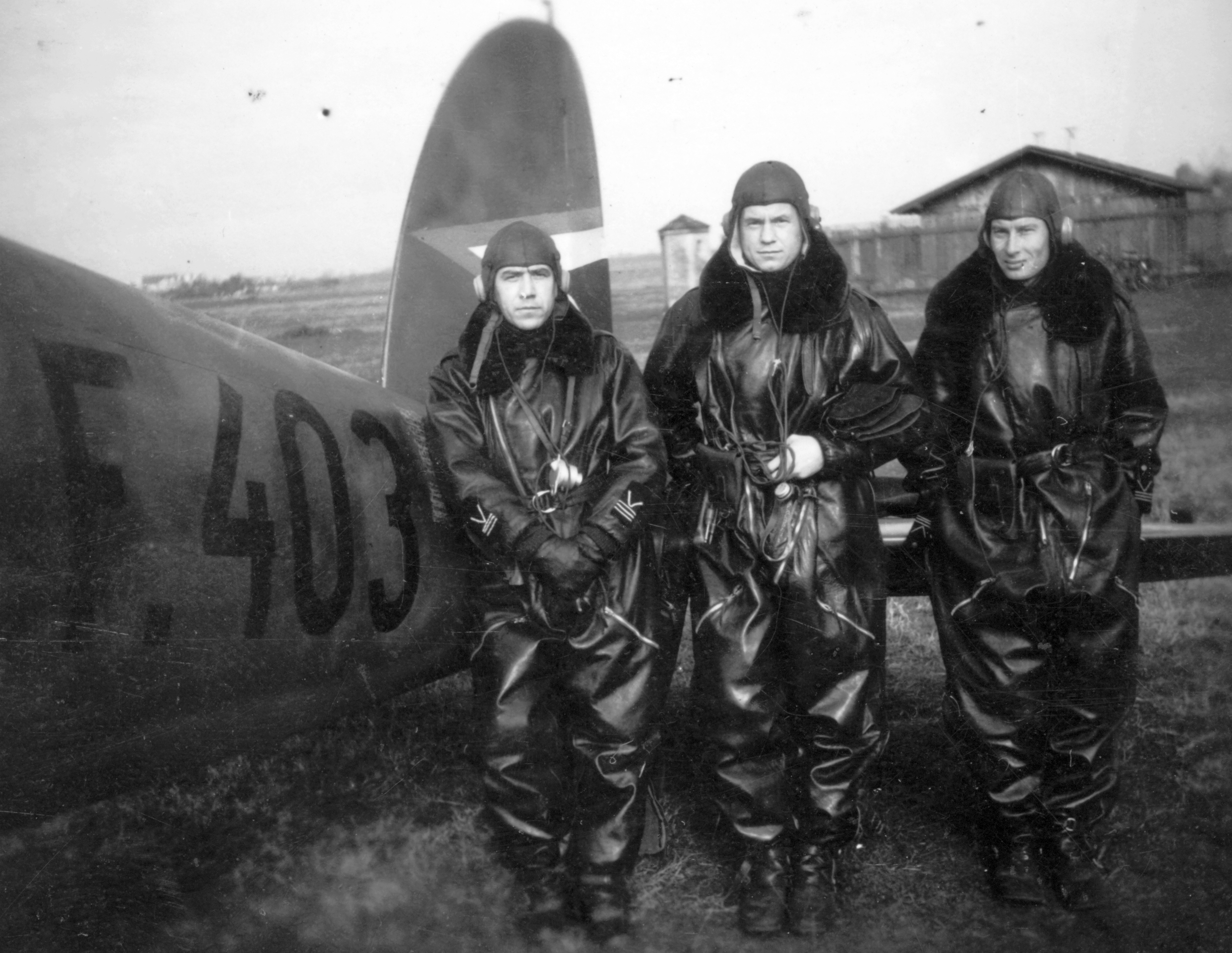
Венгерские пилоты возле He 70K

- Люфтваффе He 70f поступали в разведывательные группы люфтваффе, 28 самолётов в составе легиона «Кондор» они участвовали в войне в Испании.
- авиакомпания Deutsche Luft Hansa получила в 1933-34 годах первые два прототипа, затем в 1934 году 3 He 70D и 10 He 70G в 1935 году.

 Швейцария
- компания Swissair приобрела несколько He 70 в 1934 году, они выполняли трансальпийские перелёты между Цюрихом и Миланом.

 Франкистская Испания
- ВВС Испании 12 самолётов He 70f были переданы из состава легиона «Кондор», помимо разведывательных задач их привлекали и для нанесения бомбовых ударов.[1]

 Венгрия
- ВВС Венгрии: 18 Не 70a с лицензионным 1000-сильным (746 кВт) звездообразным двигателем WM-K-14 эксплуатировались до 1942 года[2].

 Японская империя
- ВВС Императорского флота Японии приобрели 1 He 70.

 Великобритания
- 1 He 70g был получен от рейхминистерства авиации компанией Rolls-Royce в обмен на 4 авиадвигателя Kestrel V[1]. В дальнейшем использовался как летающая лаборатория.